# Chiesa di San Lorenzo Martire (Loranzè)
La chiesa di San Lorenzo Martire, nota anche, più semplicemente, come chiesa di San Lorenzo, è la parrocchiale di Loranzè, in città metropolitana di Torino e diocesi di Ivrea; fa parte della vicaria Pedemontana-Valchiusella-Valle Dora.

## Storia
La primitiva chiesa di San Lorenzo, costruita nel XII secolo e caratterizzata dall'insolita pianta triangolare, secondo la tradizione sorse sui resti di un antico tempio pagano d'epoca romana; questo luogo di culto era a servizio non solo dei fedeli di Loranzè, ma anche di quelli di Colleretto e di Parella.
In un documento del 1329 l'edificio era in condizioni discrete; tuttavia, dopo i lavori di modifica iniziati nel 1585 volti a trasformarlo a pianta quadrata, esso è descritto come pericolante, in base a informazioni del 1659.
Nel 1745 si optò per la definitiva demolizione della chiesa medievale e temporaneamente le funzioni vennero spostate nella cappella di San Rocco, fino al completamento della nuova parrocchiale, che fu portata a termine nel 1772.
Il campanile venne invece eretto tra il 1774 e il 1775 in sostituzione della precedente torre, che sorgeva nella medesima posizione.
Alla fine del XIX secolo la chiesa fu interessata da un intervento di ampliamento e in quell'occasione si procedette anche alla realizzazione della nuova facciata.

## Descrizione

### Esterno
La facciata della chiesa, rivolta a oriente, presenta centralmente il portale d'ingresso e una finestra bilobata inscritti in un ampio arco a tutto sesto ed è scandita da quattro lesene sorreggenti il timpano di forma triangolare, entro il quale si legge la sigla DOM.
Annesso alla parrocchiale è il campanile a base quadrata, la cui cella presenta su ogni lato una monofora a tutto sesto ed è coperta dal tetto a quattro falde. 

### Interno
L'interno dell'edificio si compone di un'unica navata, sulla quale si affacciano le cappelle laterali, introdotte da archi a tutto sesto, e le cui pareti sono scandite da lesene sorreggenti la trabeazione modanata e aggettante sopra la quale si imposta la volta di copertura; al termine dell'aula si sviluppa il presbiterio, rialzato di due gradini, delimitato da balaustre e chiuso dall'abside di forma semicircolare.